# 滝谷琢宗
滝谷 琢宗（たきや たくしゅう、天保7年(1836年)12月22日 - 明治30年（1897年）1月31日）は、越後出身の日本の曹洞宗の僧侶。魯山琢宗とも。俗名は小川五三郎。永平寺63世貫首（真晃断際禅師）。

## 略歴
- 1836年12月22日、越後国中魚沼郡仙田村（現、十日町市）の小川家の次男に生まれる。
- 1848年4月8日、刈羽郡小国町（現、長岡市）の真福寺で出家する。
- 1853年3月18日、江戸に上がり、吉祥寺旃檀林（現、駒澤大学）に入学する。
- 1865年、諸嶽奕堂に師事する
- 1870年、新潟県中蒲原郡村松町（現、五泉市）の英林寺住職となる
- 1871年、同町の慈光寺住職となる
- 1872年、太政官布告により滝谷を姓に選ぶ
- 1873年、總持寺東京出張所監院となる
- 1883年、最乗寺独住3世となる、曹洞宗務局総監となる
- 1886年、永平寺63世となる
- 1887年、曹洞宗管長となる
- 1892年、永平寺貫首を引退、相模国観音寺に移動
- 1897年、東京麻布にて遷化

## 著作リスト
- 『総持開山太祖略伝』（曹洞宗務局、1879年）
- 『曹洞教会修証義筌蹄』（明教社、1893年）

### 編著
- 『曹洞教会修証義』（畔上楳仙との共編著、川端清五郎、1912年）

### 語録
- 『琢宗禅師語録』（琢宗禅師語録刊行会編、永平寺、1987年）